# Al-Arbus
al-Arbus (in arabo ﺍلاﺭﺑﺲ‎?), al-Urbus o Alorbos, antica Laribus (Colonia Aelia Augusta Lares,) è un'antica cittadina della Tunisia, situata nel governatorato del Kef.
Nel Medioevo, Laribus era una città che produceva orzo e grano. A una ventina di chilometri si situa un'altra città, Obba, un centro specializzato nella coltura dello zafferano, di qualità paragonabile a quella della Spagna.
Nelle vicinanze della cittadina si combatté nel 909 una battaglia decisiva tra Aghlabidi e Fatimidi e la vittoria di questi ultimi inaugurò il plurisecolare Imamato fatimide d'Ifriqiya dapprima e d'Egitto e Siria dopo. 